# Matrimonio en el Islam

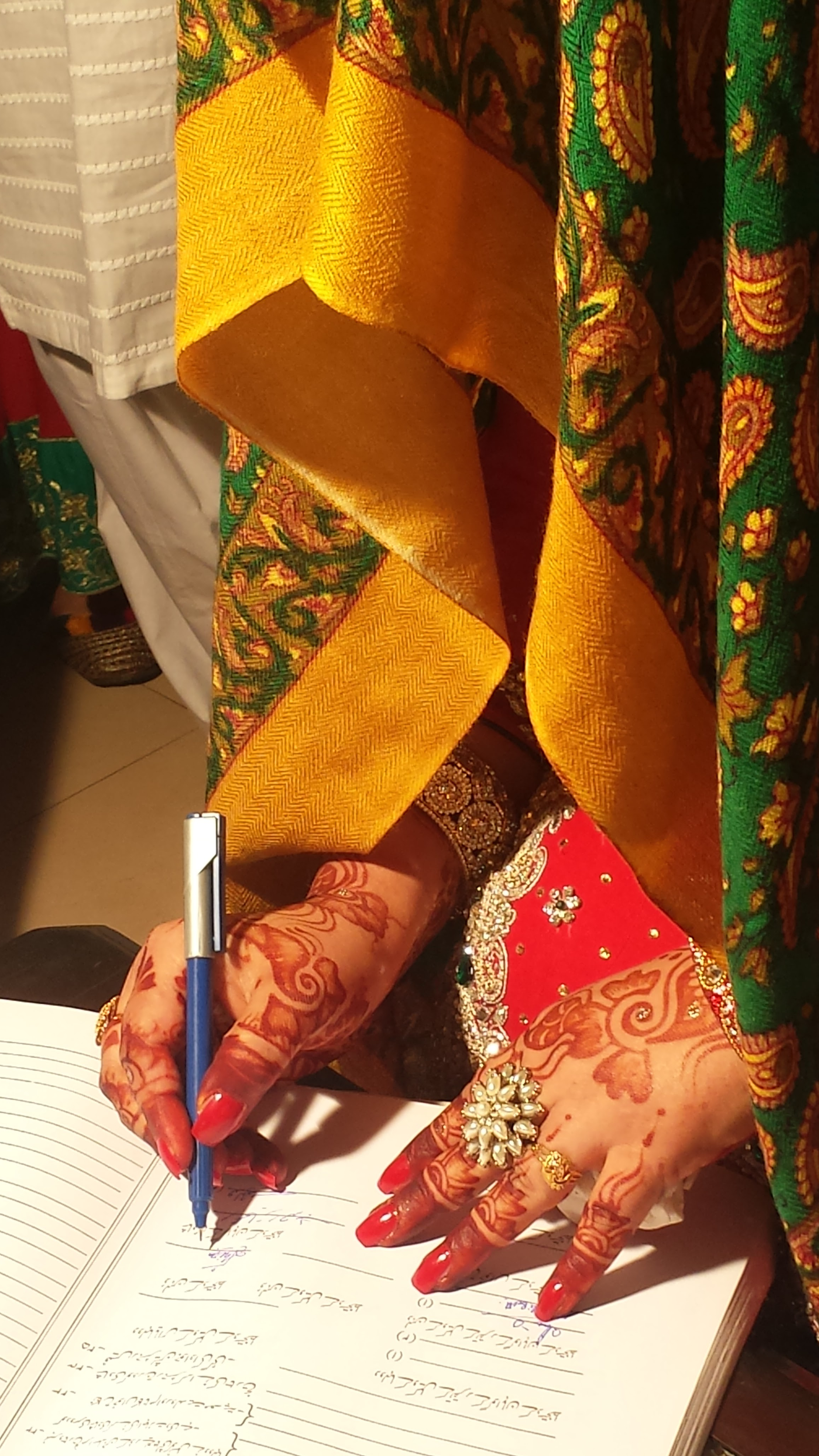
Una novia pakistaní firma su contrato de matrimonio.

En el Islam, el matrimonio es un contrato legal  entre un hombre y una mujer. Tanto el novio como la novia deben consentir el matrimonio por voluntad propia. Un contrato formal y vinculante, verbal o en papel, se considera parte integral de un matrimonio islámico religiosamente válido y describe los derechos y responsabilidades del novio y la novia. El divorcio en el islam puede tomar una variedad de formas, algunas ejecutadas personalmente por un esposo y otras ejecutadas por un tribunal religioso en nombre de una esposa demandante que tiene éxito en su petición de divorcio legal por una causa válida.
Además del matrimonio habitual hasta la muerte o el divorcio, existe un matrimonio de plazo fijo diferente conocido como Nikah mutah ("matrimonio de placer") permitido solo por la rama del Islam chiita para un período preestablecido.: 242  También existe el Nikah misyar, un matrimonio no temporal con la eliminación de algunas condiciones, como vivir juntos, permitido por algunos eruditos sunitas.

## Divorcio
El matrimonio es considerado sacrosanto en el islam con un contrato que contienen elementos estándar de oferta, consideraciones y aceptación. La Fiqh (jurisprudencia islámica) establece que solo el esposo posee poder exclusivo de divorciarse de cualquiera de sus esposas por medio del (Talaq) en donde el esposo solo necesita decir “Yo me divorcio/talaq de ti” para inmediatamente terminar con el matrimonio a partir de ese instante. La Fiqh no estipula prerrequisitos que el esposo deba cumplir para divorciarse, por lo que permite al esposo divorciarse de cualquiera de sus esposas en un matrimonio islámico por cualquier razón y sin necesidad de la aprobación por parte de su esposa o consentimiento o proceso en una corte islámica.
Sin el consentimiento explícito de su esposo para divorciarse, la única forma en que una esposa puede obtener la disolución de un matrimonio musulmán es mediante una anulación especial Fasakh por parte de una corte religiosa sobre bases muy específicas (crueldad por parte del esposo, deserción y maltrato), y además se debe pagar las tasas de la corte y debe intervenir un juez religioso (kadhi). La Hadith recomienda que solo se debe recurrir al divorcio cuando no existen posibilidades de reconciliación.